# Panorama Village
Panorama Village è un centro abitato degli Stati Uniti d'America situato nella contea di Montgomery dello Stato del Texas.
La popolazione era di 2.170 persone al censimento del 2010.

## Geografia fisica
Panorama Village è situata a 30°22′43″N 95°29′47″W (30.378484, -95.496284).
Secondo lo United States Census Bureau, ha un'area totale di 1,1 miglia quadrate (2,8 km²), di cui 1,1 miglia quadrate (2,8 km²) di terreno e lo 0,90% d'acqua.

## Società

### Evoluzione demografica
Secondo il censimento del 2000, c'erano 1.965 persone, 877 nuclei familiari e 654 famiglie residenti nella città. La densità di popolazione era di 1.789,8 persone per miglio quadrato (689,7/km²). C'erano 923 unità abitative a una densità media di 840,7 per miglio quadrato (324,0/km²). La composizione etnica della città era formata dal 97,30% di bianchi, lo 0,61% di afroamericani, lo 0,15% di nativi americani, lo 0,31% di asiatici, lo 0,56% di altre razze, e l'1,07% di due o più etnie. Ispanici o latinos di qualunque razza erano il 2,65% della popolazione.
C'erano 877 nuclei familiari di cui il 20,6% aveva figli di età inferiore ai 18 anni, il 65,2% aveva coppie sposate conviventi, il 7,1% aveva un capofamiglia femmina senza marito, e il 25,4% erano non-famiglie. Il 23,9% di tutti i nuclei familiari erano individuali e il 15,1% aveva componenti con un'età di 65 anni o più che vivevano da soli. Il numero di componenti medio di un nucleo familiare era di 2,24 e quello di una famiglia era di 2,61.
La popolazione era composta dal 17,7% di persone sotto i 18 anni, il 4,8% di persone dai 18 ai 24 anni, il 19,0% di persone dai 25 ai 44 anni, il 29,4% di persone dai 45 ai 64 anni, e il 29,1% di persone di 65 anni o più. L'età media era di 50 anni. Per ogni 100 femmine c'erano 85,9 maschi. Per ogni 100 femmine dai 18 anni in giù, c'erano 83,3 maschi.
Il reddito medio di un nucleo familiare era di 55.625 dollari e quello di una famiglia era di 67.548 dollari. I maschi avevano un reddito medio di 51.350 dollari contro i 36.354 dollari delle femmine. Il reddito pro capite era di 29.420 dollari. Circa il 2,8% delle famiglie e il 3,1% della popolazione erano sotto la soglia di povertà, incluso il 3,6% di persone sotto i 18 anni e il 3,2% di persone di 65 anni o più.

## Istruzione
Panorama Village si trova nella zona del Willis Independent School District.